# Progiciel Louise
Louise est un progiciel de gestion intégré orienté antenne, édité par l'entreprise Proconsultant. Il est très populaire dans le secteur de l'audiovisuel.

## Description
Il permet entre autres, de gérer l'acquisition des programmes (visionnage, contrats d'achat/production etc), la programmation stratégique et l'élaboration du conducteur (insertion des publicités, bandes annonces etc). Il propose également des modules pour la gestion des quotas imposés par le CSA et les droits d'auteurs qui doivent être reversés aux organismes tels que la SACEM.
Ce progiciel est implanté entre autres chez les chaînes suivantes : TF6, Série Club, Trace TV, Odyssée, Histoire, Ushuaïa TV, TV Breizh, Pink TV,Public Sénat, KTO, BYU, Groupe NRJ (NRJ12, Chérie 25, NRJ Hits), Groupe Altice Media (RMC Découverte, RMC Story et RMC BFM Play)